# Scotopteryx cotangens
Scotopteryx cotangens là một loài bướm đêm trong họ Geometridae.